# Carl Czerny
Carl Czerny (Viena, Austria; 21 de febrero de 1791-Viena 15 de julio de 1857) fue un pianista virtuoso, compositor y profesor austriaco que fue alumno de Beethoven; y tuvo entre sus alumnos a Franz Liszt, Theodor Leschetizki, Anton Door, Josef Dachs, Stephen Heller, Theodor Kullak. Más recordado por sus libros de estudios para piano, la producción musical de Czerny es amplia y se encuentra en un proceso de redescubrimiento.

## Biografía
Su padre, llamado Václav Černý, fue un gran músico aficionado al violín, siguiendo así el gusto por el instrumento de su propio padre y abuelo de Carl. Además de ser violinista también se dedicó al oboe, al órgano y al piano. Fue para su hijo un maestro en sus principios, y el pequeño Czerny empezó a componer a los siete años, siendo a los ocho capaz de interpretar partituras de Mozart y Clementi. De hecho, a sus 9 años, tuvo lugar su primer concierto en su ciudad natal, el Concierto en Do menor K. 491.
Czerny nació en Viena y empezó a aprender a tocar el piano con su padre. Posteriormente recibiría clases de Ludwig van Beethoven. Fue un niño prodigio, ya que su primera aparición en público fue en 1800 con tan solo 9 años, tocando un concierto de Mozart. Más tarde interpretó para el primer ministro de Viena el Concierto para piano n.º 5 de Beethoven.
Rápidamente empezó a impartir clases, y con 15 años ya era un solicitado profesor. Entre otros, dio clases a Franz Liszt, quien en la madurez dedicó sus doce Estudios trascendentales a Czerny.
Entre las obras de Czerny figuran misas, sinfonías, conciertos, sonatas y cuartetos de cuerda. Muchas obras de Czerny han comenzado a tener su premier mundial en las últimas dos décadas.
Czerny se destaca por ser el primero que incluye la palabra «estudio» en un título.

## Libros técnicos para el piano
- List of works by Carl Czerny
- Escuela de la Velocidad, op.299

## Legado

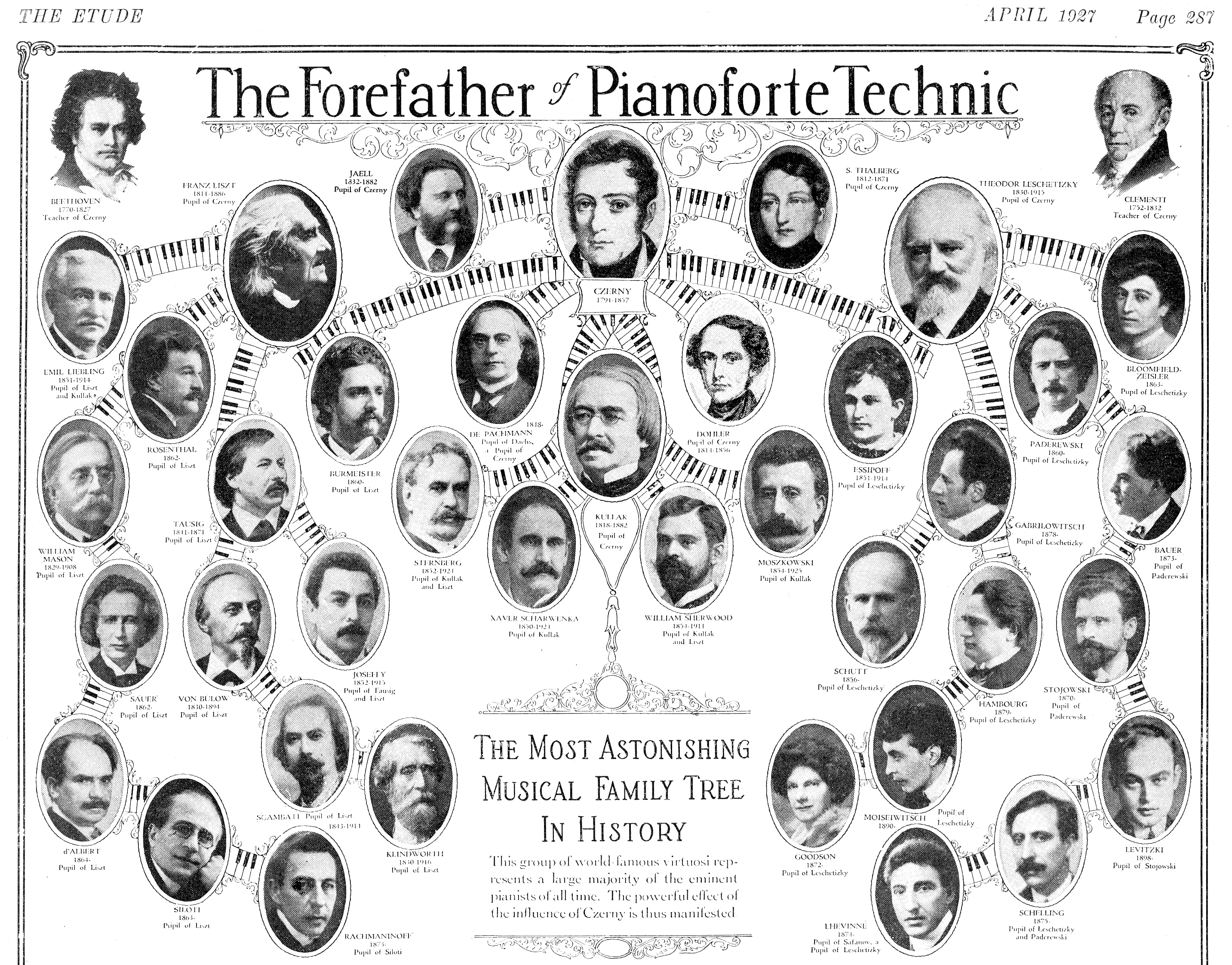
"Czerny, el antepasado de la técnica del Pianoforte", illustracion The Etude Magazine, abril de 1927.

Czerny es el centro de la moderna técnica pianística y el enlace de generaciones de pianistas que se extienden hasta el 2025; algunos de sus alumnos, como Franz Liszt, Theodor Leschetizki, Anton Door, Josef Dachs,  Stephen Heller, Theodor Kullak, también se convirtieron en maestros y han pasado adelante el legado del austriaco, quien fue estudiante de Beethoven, cuyo linaje pedagógico proviene de Johann Sebastian Bach (Beethoven estudió con Christian Gottlob Neefe; Neefe con Johann Adam Hiller; Hiller con Gottfried August Homilius; y finalmente Homilius con Bach).